# Camel – Master Series (25th Anniversary Compilation)
Camel – Master Series (25th Anniversary Compilation) – kompilacyjny album brytyjskiej grupy Camel wydany w  1997 roku.

## Lista utworów
Na albumie znajdują się następujące utwory:
1. Remote Romance (wersja singlowa)
2. You Are The One
3. Rhayader
4. Rhayader Goes To Town
5. Cloak And Dagger Man
6. Highways Of The Sun (wersja singlowa)
7. Rainbow's End (wersja singlowa)
8. Fingertips
9. Never Let Go (wersja live)
10. No Easy Answer
11. Beached
12. Another Night (wersja singlowa)
13. Breathless
14. Tell Me
15. Supertwister
16. Please Come Home
17. Wait
18. Lunar Sea (wersja live)